# Богдан Милошевић
Богдан Милошевић (Титово Ужице, 17. фебруара 1989) српски је фудбалер. Може да наступи на већем броју позиција у одбрамбеном делу терена, као и на месту задњег везног играча.

## Каријера
Милошевић је у екипу Младости из Лучана стигао као кадет, а за први тим дебитовао је у сезони 2007/08. У клубу се задржао до 2012. године, а у међувремену је као уступљени играч наступао за Слогу из Пожеге, те истоимени клуб из Бајине Баште. Током летњих припрема за такмичарску 2012/13. у Првој лиги Србије, Милошевић је прешао у крушевачки Напредак. Усталио се у постави свог новог клуба, те је током исте такмичарске године наступио на 28 прволигашких сусрета и постигао 2 поготка. Са екипом је освојио прво место на табели и остварио пласман у виши ранг.
У Напретку је остао до краја календарске 2013, а затим је почетком наредне године потписао за Тур. У јануару 2017. вратио се у лучанску Младост. Током сезоне 2018/19. играо је у Лавалу, а онда је лета 2019. опет постао члан Младости. Остао је до краја такмичарске 2021/22. после чега је отишао из клуба као слободан играч.

## Трофеји и награде
Напредак Крушевац
- Прва лига Србије: 2012/13.[10]